# لانه‌کن مالابار
لانه‌کن مالابار (نام علمی: Harpactes fasciatus) نام یک گونه از سرده لانه‌کن‌های گیرنده است.